# Atlético Clube Três Corações
O Atlético Clube Três Corações é um clube de futebol, brasileiro, sediado na cidade de Três Corações, no estado de Minas Gerais. O clube manda seus jogos atualmente no Estádio Walter Antunes, na cidade de Barbacena.

## História
Fundado em 1913, o Atlético foi um dos principais clubes do Sul de Minas Gerais até 2007. Revelou inúmeros jogadores como Wanderlei Paiva (Campeão Brasileiro  em 1971 pelo Atlético Mineiro).
Em 2019, o clube volta as atividades após pagamentos de dívidas, e poderá jogar o Campeonato Mineiro da Segunda Divisão. Fez boa campanha, chegando às semi-finais da competição, mas acabou eliminado pelo seu maior rival, o Pouso Alegre, que conseguiu acesso ao Módulo II de 2020.
Disputou novamente a Segunda Divisão em 2020, caindo ainda na primeira fase, após apenas quatro jogos.

## Títulos

### Estaduais
| ESTADUAIS | ESTADUAIS                              | ESTADUAIS | ESTADUAIS   |
|           | Competição                             | Títulos   | Temporadas  |
| --------- | -------------------------------------- | --------- | ----------- |
|           | Campeonato Mineiro - Módulo II         | 2         | 1986 e 1992 |
|           | Campeonato do Interior de Minas Gerais | 1         | 1972        |

## Estatísticas

### Participações
|  | Participações em 2024 |

| Competição   | Competição         | Temporadas | Melhor campanha       | Anos                                              | P | R |
| Minas Gerais | Campeonato Mineiro | 9          | 4º colocado (1972)    | 1970-1974, 1980, 1987, 1993-1994                  |   | 3 |
| Minas Gerais | Módulo II          | 19         | Campeão (1986 e 1992) | 1967-1969, 1977, 1986, 1988-1992, 1995, 1999-2006 | 3 | 1 |
| Minas Gerais | Segunda Divisão    | 7          | 4º colocado (2019)    | 1998, 2019-2024                                   | 1 |   |
| Brasil       | Série C            | 1          | 35º colocado (2001)   | 2001                                              | – | – |

## Histórico em Competições oficiais
Campeonato Mineiro - Módulo I ou divisão principal¹
1- Durante o decorrer do tempo, as divisões do campeonato mineiro tiveram várias denominações diferentes, então a classificação está distribuída de acordo com os níveis, do 1º ao 3º

## Torcidas Organizadas
- Galo-Golo
- Torcida Galo Índio
- Galofúria